# Vîșneve, Vilneansk
Vîșneve (în ucraineană Вишневе) este un sat în comuna Pavlivske din raionul Vilneansk, regiunea Zaporijjea, Ucraina.

## Demografie
Componența lingvistică a localității Vîșneve
     Ucraineană (87,18%)
     Belarusă (7,69%)
     Rusă (5,13%)
Conform recensământului din 2001, majoritatea populației localității Vîșneve era vorbitoare de ucraineană (87,18%), existând în minoritate și vorbitori de belarusă (7,69%) și rusă (5,13%).